# Parmmätare
Parmmätare var titeln på de ämbetsmän i svenska städer som hade till uppgift att mäta det hö och den ved, med mera, som inresande bönder medförde. Syftet var att ta ut rätt tullavgift. I Stockholm finns parmmätare omtalade från 1661. De utsågs av magistraten.
Uttrycket kommer från volymmåttet parm. 